# Campsa
La Compañía Arrendataria del Monopolio de Petróleos (CAMPSA) fue una empresa petrolífera española creada a partir de la Ley del Monopolio de Petróleos de 1927. Su función era administrar la concesión del monopolio estatal de petróleos, según el Real Decreto Ley del 28 de junio de 1927 promovido por el ministro de Hacienda durante la dictadura de Primo de Rivera, José Calvo Sotelo. Originalmente fue una empresa mixta con participación minoritaria del Estado, que ganó la concesión en 1927 (renovada en 1947). En 1977 el Estado asumió el 50% del control accionario.

## Historia

### Orígenes y creación
En 1917 se empieza a debatir la idea de que España debía controlar los recursos energéticos. En ese tiempo el mercado energético español estaba controlado por las Siete Hermanas, compañías como la Shell, de capital inglés, y Standard Oil, de capital estadounidense. La situación económica y política internacional surgida de la Primera Guerra Mundial permite al gobierno de la Dictadura de Primo de Rivera expropiar a las empresas extranjeras y crear una empresa bajo control español y con presencia del estado.
Primo de Rivera impulsó una política de protección industrial que pretendía reforzar la industria española, pieza clave para este objetivo fue el control de los recursos energéticos y, principalmente, el petróleo y sus derivados. Campsa tenía como objetivo ser el centro y motor de un conglomerado industrial nacional que impulsaría la industria petroquímica y química controlando el sector energético.
El ministro de Hacienda del gobierno de la dictadura de Primo de Rivera, José Calvo Sotelo, fue el encargado de realizar la creación de Campsa. En una carta que envió al rey Alfonso XIII le expuso las necesidades de la creación de la empresa petrolífera diciendo: 

El petróleo es un factor industrial básico; es así mismo, elemento sustantivo para la defensa nacional .../... El petróleo en España está monopolizado de hecho por dos grandes trust industriales, la Standard Oil y la Shell, que desde 1925 se reparten amigablemente los beneficios del mercado español.

El 28 de junio de 1927 sale el Real Decreto que publica el concurso público de la gestión del monopolio creado que sería adjudicado por la Administración del Estado. Esta adjudicación recae en cuatro grandes bancos, el Banco de Vizcaya, el Banco Hispano Americano, Banesto y el Banco Urquijo, manteniendo la totalidad del capital en manos españolas y reservándose el estado un mínimo de un 30%.
La creación de Campsa se dejó sentir en el progreso industrial español y principalmente en la industria refinadora. 
Estas empresas, la Shell y la Standard Oil, controlaban el 80% del mercado mundial del petróleo lo que llevó a que se iniciara y mantuviera una campaña diplomática contra el gobierno español y que se produjera un boicot en la venta de crudo a España. La recién nacida URSS era el único estado que estaba al margen de dichos actos, con lo que España negoció la adquisición de petróleo soviético. El proceso de desestabilización, impulsado por Estados Unidos y Reino Unido, acabó contribuyendo al derrocamiento de la Dictadura de Primo de Rivera en enero de 1930.
Durante el período de la Segunda República la actividad de CAMPSA se centró en la comercialización del petróleo y sus derivados, para lo cual llegó a levantar 16 áreas de almacenamiento y otros 34 puntos menores de almacenamiento. Sin embargo, prácticamente no desarrolló actividades de exploración de yacimientos petrolíferos en suelo español ni tampoco adquirió yacimientos en el extranjero.

### La guerra civil
Tras el estallido de la Guerra Civil, en julio de 1936, al igual que ocurrió con otras instituciones CAMPSA quedó dividida entre los dos bandos y durante la contienda llegaron a operar dos estructuras empresariales de forma separada. En la zona republicana la compañía controló inicialmente la mayor parte de las reservas de petróleo que existían en España en el momento de empezar la contienda. Sin embargo, desde muy pronto la empresa se vio con serias dificultades para la obtención de petróleo debido al Pacto de No Intervención promovido por las autoridades de Londres y París. A pesar de esta circunstancia, la República lograría obtener sus suministros a través de la Unión Soviética y Rumanía. Paralelamente, en la zona franquista la CAMPSA firmaría, en noviembre de 1936, un acuerdo con la norteamericana Texaco que le garantizaba el suministro de petróleo. El presidente de Texaco, el pro-nazi Torkild Rieber, jugó un papel clave en las negociaciones.
Durante el transcurso de la contienda algunas de las instalaciones de CAMPSA se vieron gravemente afectadas por las acciones militares, los bombardeos, etc.

### Etapa franquista
Bajo la dictadura franquista se mantuvo el régimen monopolístico instituido por Calvo Sotelo, aunque las relaciones entre CAMPSA y las autoridades no fueron idílicas. Entre los círculos falangistas se criticaba la falta de inversiones por parte de la compañía, que a la altura de 1946 no había construido ni una sola refinería. En el contexto de la posguerra y la autarquía existía una grave carencia de combustibles, por lo que surgieron diversas iniciativas del Instituto Nacional de Industria (INI) encaminadas a la obtención de hidrocarburos. En 1947 se reorganizó el Monopolio de Petróleos mediante una nueva ley que devolvía al Estado la capacidad para otorgar concesiones destinadas a las actividades de hidrocarburos, mientras que aquellas que estaban relacionadas con la distribución y comercialización quedaban bajo la exclusiva competencia de CAMPSA. En esencia, la ley sustituía el antiguo arrendamiento por un régimen de desconcentración de servicios y reforzaba la intervención estatal.
En 1957 la empresa participó junto a la semi-estatal REPESA en la creación de la sociedad anónima Butano, controlando la CAMPSA un 50% de su capital.
A partir de la aprobación en 1958 de la Ley sobre el Régimen Jurídico de Investigación y Explotación de Hidrocarburos, CAMPSA modificó su estrategia investigadora y se asoció con empresas norteamericanas. Llegó a participar en la explotación del campo petrolífero de Ayoluengo a través de un consorcio, Amospain-Campsa, donde tenía una presencia del 50% de su accionariado. Este yacimiento, situado en la provincia de Burgos, había sido descubierto en 1964 y puesto en funcionamiento tres años después. Su producción, sin embargo, nunca llegó a alcanzar unos niveles elevados. Durante la década de 1960 también se produjo un importante desarrollo de la capacidad productora de combustibles, pues se inauguraron varias refinerías de pretróleo a lo largo del país.

### Reorganización y desaparición
En 1981 se decretó la integración de la empresa en el Instituto Nacional de Hidrocarburos (INH), que agrupaba a otras sociedades estatales del sector energético como ENPETROL o PETROLIBER. Esta medida se enmarcó en la respuesta del gobierno para atajar las consecuencias de la segunda crisis del petróleo. Para esa época CAMPSA disponía de una plantilla formada por 9.571 trabajadores y de una amplia red de instalaciones que estaban dedicadas al almacenamiento, así como diversos elementos de transporte: buques-tanque, vagones cisterna y camiones cisterna.

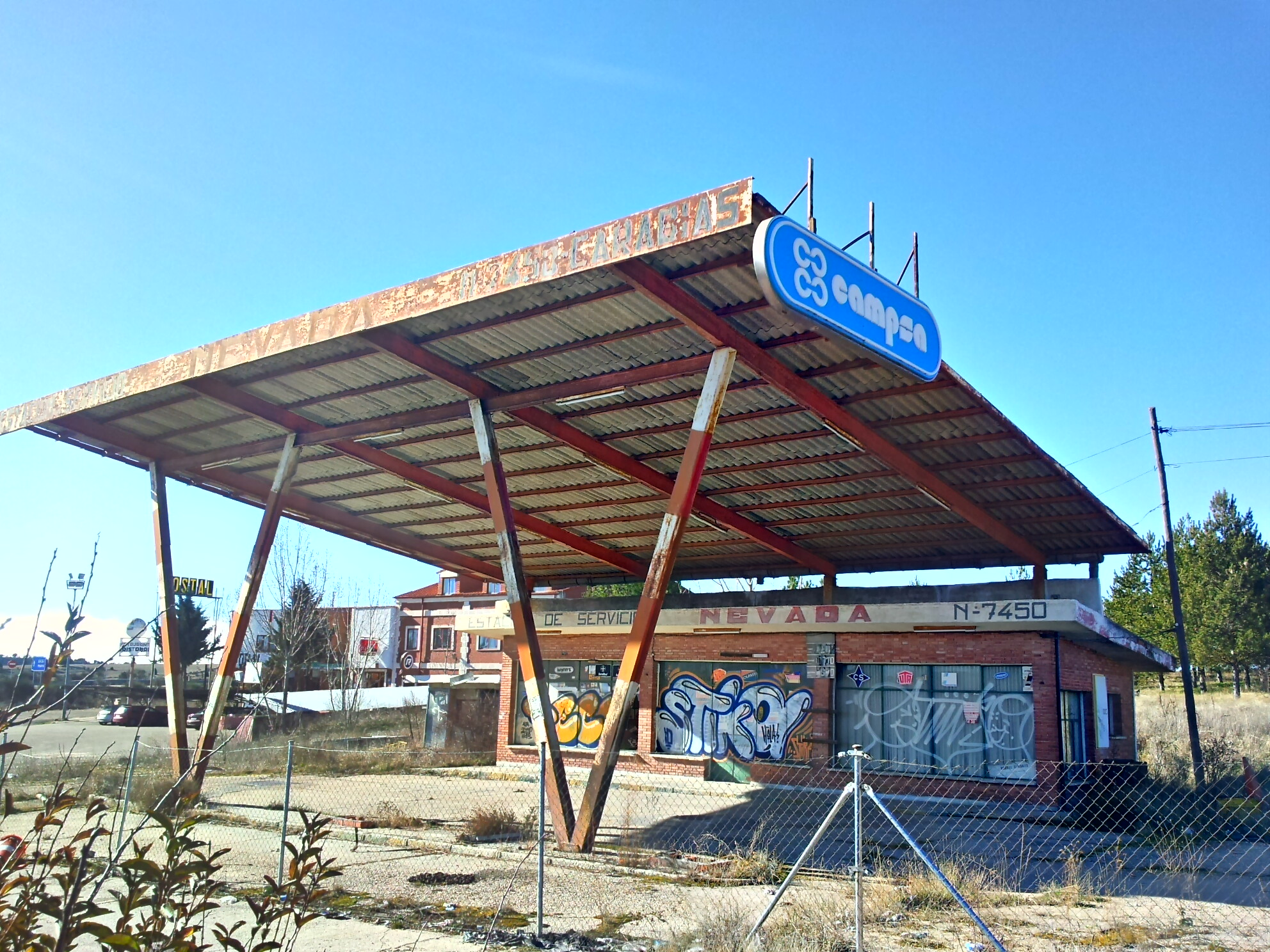
Antigua gasolinera de Campsa en la localidad de Carabias (Segovia).

En 1987 se crea Repsol por parte del Instituto Nacional de Hidrocarburos, siendo Campsa una de sus sociedades filiales. Debido a las exigencias antimonopolísticas impuestas por la Comunidad Económica Europea (actual Unión Europea), en enero de 1993 finalizó el monopolio estatal sobre el petróleo. Como consecuencia, la red comercial de CAMPSA —excluidos los aeropuertos— fue disuelta, y se distribuyeron sus activos entre las diversas petroleras que en aquel momento operaban en el mercado español en función de su cuota de presencia en el mismo: Repsol, Cepsa y BP (British Petroleum), principalmente. La propia CAMPSA desapareció como sociedad el 14 de enero de 1993. Con los activos logísticos remanentes del monopolio se constituyó la Compañía Logística de Hidrocaburos (CLH).
La marca «Campsa» pasó a incorporarse a la compañía Repsol como una simple marca comercial de esta empresa.